# Васильев, Михаил Николаевич (Герой Советского Союза)
Михаил Николаевич Васильев (1914—1979) — подполковник Советской Армии, участник Великой Отечественной войны, Герой Советского Союза (1943).

## Биография
Михаил Васильев родился 31 октября 1914 года в деревне Михайловка (ныне — Истринский район Московской области) в крестьянской семье. Окончил неполную среднюю школу, затем техникум механической обработки дерева в Москве, после чего работал столяром, мастером артели, начальником цеха на фабрике. В июле 1941 года Васильев был призван на службу в Рабоче-крестьянскую Красную Армию и направлен на учёбу в Подольское артиллерийское училище. Окончил его в 1942 году. С конца апреля того же года — на фронтах Великой Отечественной войны, воевал в составе 108-го отдельного истребительного противотанкового дивизиона 8-й стрелковой дивизии 13-й армии Брянского фронта, командовал там батареей. Принимал участие в боях в Орловской область.
Когда в июне 1942 года немецкие войска начали наступление на Сталинград, дивизион Васильева принимал участие в тяжелейших боях и отступлениях. 5 июля 1942 года в посёлке Тербуны Васильев принимал участие в отражении атаки танковых подразделений противника, в результате которого немецкие войска были вынуждены повернуть к Воронежу. У посёлка Тербуны сдерживание натиска противника продолжалось в течение полугода. Неоднократно по приказу командования Васильев участвовал в нанесении тактических ударов, обстреле позиций врага, не дав противнику перекинуть ни одного подразделения на помощь армии Паулюса в Сталинграде.
В январе 1943 года батарея Васильева принимала участие в освобождении станции Касторное, в феврале — Малоархангельска. В апреле 1943 года Васильев был ранен под станцией Тросно, но остался в строю. Принимал участие в Курской битве. Во время боя за освобождение станции Глазуновка он был второй раз ранен, но снова отказался от госпитализации.
Особо отличился в ходе форсирования Десны и Днепра. Когда в сентябре 1943 года 8-я стрелковая дивизия вышла к Десне в районе города Короп Черниговской области Украинской ССР, батарея Васильева получила приказ переправиться через реку в числе первых стрелковых подразделений и, поддерживая их своим огнём, обеспечить защиту от танковых подразделений. 11 сентября батарея переправилась через реку у села Оболонье. Васильев расположил свою батарею на высоте 179,0, его подчинённые в течение целой ночи готовили огневые рубежи.
13 сентября высота подверглась сильной бомбардировке авиации, а затем массированному артиллерийскому и миномётному обстрелам. После этого позиции батареи были атакованы 12 танками и 4 штурмовыми орудиями. Огнём батареи были уничтожены 3 танка, в результате чего атака провалилась. Во второй половине того же дня, перегруппировавшись, противник возобновил атаки, на сей раз на стыке позиций 8-й и 74-й дивизий. Батарея Васильева была срочно переброшена туда. Артиллеристы уничтожили 2 танка, что позволило советской пехоте перейти в контрнаступление, и не только отбить атаку противника, но и выбить его с занимаемых рубежей. 26 сентября 1943 года дивизион принимал участие в захвате плацдарма на реке Припять к северу от Чернобыля. В результате ожесточённых атак противника, оставшись без снарядов и понеся большие потери, батарея была вынуждена спрятать орудия в лесу, сняв с них замки, и перейти в составе группы подполковника Даниила Шишкова в партизанское соединение Александра Сабурова. В ноябре 1943 года группа вновь влилась в войска.
Указом Президиума Верховного Совета СССР от 16 октября 1943 года за «успешное форсирование Десны и Припяти, прочное закрепление плацдарма на их западном берегу и проявленные при этом отвагу и геройство» капитан Михаил Васильев был удостоен высокого звания Героя Советского Союза с вручением ордена Ленина и медали «Золотая Звезда» за номером 2628.
В 1944 году Васильев стал командиром дивизиона. В этом качестве он принимал участие в освобождении Правобережной Украины, Чехословакии. Конец войны Васильев встретил в Праге. В июне 1945 года он принимал участие в Параде Победы. После окончания войны Васильев продолжил службу в Советской Армии. Уволившись в запас в звании подполковника, он проживал и работал в городе Дрогобыч Львовской области, был начальником местной школы гражданской обороны. Скончался 25 августа 1979 года.

## Награды и звания
- Звание Герой Советского Союза.Указ Президиума Верховного Совета СССР от 16 октября 1943 года :
  - Орден Ленина,
  - Медаль «Золотая Звезда» № 2628 .
- Александра Невского. Приказ командующего артиллерией 4 Украинского фронта № 73/н от 20 октября 1944 года.
- Орден Отечественной войны I степени. Приказ Военного совета 13 армии № 26/н от 22 сентября 1943 года.
- Орден Красной Звезды. Приказ командира 8 стрелковой дивизии № 9/н от 16 апреля 1943 года.
- Медаль «За победу над Германией в Великой Отечественной войне 1941—1945 гг.». Указ Президиума Верховного Совета СССР от 9 мая 1945 года.
- Медали СССР.

## Память
В честь М. Н. Васильева названа улица в городе Бучач Тернопольской области, в освобождении которого участвовал его дивизион.